# Сираково (област Хасково)
Вижте пояснителната страница за други значения на Сираково.
Сираково е село в Южна България. То се намира в община Минерални бани, област Хасково.

## Разстояния
- Разстоянието от село Сираково до София е 192,10 km
- Разстоянието от село Сираково до Хасково е 16,67 km
- Разстоянието от село Сираково до Минерални бани е 7,67 km

## Забележителности
Храм „Св. Пр. Илия“ в местността „Чал Тепе” е строен две години – от 1905 г. до 1907 г., като през първата година е дълбано аязмото, върху което е построен храмът. Мястото е посочено от пророчица от Асеновград. Пет последователни години, точно когато дойде време за жътва, градушка е опустошавала всички посеви. Това е накарало хората от селото да потърсят помощ от пророчицата от Асеновград – Кортеза. Тя е посочила мястото, което е само камъни и челия на висок връх на 3 км. от с. Сираково, област Хасково. Казала е на хората, че трябва да копаят в камъка докато излезе вода и над водата да построят храма на Св. Пр. Илия. След построяването на храма градушките спрели.
Самият храм е строен замо от камъни, дори християнският кръст, който е стоял над олтара е издялан от камък. По време на социализма храмът е изоставен и разрушен, а аязмото е затрупано с камъни и пръст. Така е било до 2007 г. В с. Сираково живеят само християни, които решават да се възстанови храма и чрез община Минерални бани се отпускат 12 000 лева за изграждането му. През 2008 г. с помощта на спонсори се измазва и изографисва, а аязмото се почиства и се подменя тръбата от него по чешмата, в която тече излишната вода от аязмото.
Християнският кръст в близост до храма е висок 11 м. и е с метална конструкция, облечен в неръждаема ламарина. Храмът и кръстът са осветени на 20.07.2009 г. Всяка година на тази дата, когато е храмовият празник на Св. Пр. Илия, се коли курбан и в местността се събират хора с различни заболявания, след което намират облекчение.
От източната част на християнския кръст се намира и гробът на Св. Пр. Илия, който е маркиран с два големи камъка.